# Tramitichromis brevis
Tramitichromis brevis è una specie di ciclidi haplochromini endemica del Lago Malawi, che vive su substrati sabbiosi o sabbiosi/rocciosi a circa 15 metri (49 ft) di profondità. Può raggiungere una lunghezza di 16,3 centimetri (6,4 in) TL. È presente nel commercio di pesci d'acquario.